# Китайская трёхкилевая черепаха
Китайская трёхкилевая черепаха (лат. Mauremys reevesii) — вид водных черепах из семейства азиатские пресноводные черепахи. Распространена в Восточном Китае и в Японии. Имеет неумеренный аппетит и потому предрасположена к несварению. Её естественный ареал сейчас нелегко обрисовать, так как в ряд мест она завезена людьми, например на многие острова Японии.
Небольшая черепашка, до 17 см в длину, имеет на панцире три невысоких продольных киля. Её голова и шея разрисованы светло-жёлтыми полосами. Эта ловкая и подвижная черепаха населяет пресные и солоноватые водоемы, поедает как растительную, так и животную пищу. Весной самки откладывают по 6—8 яиц в прибрежный песок.

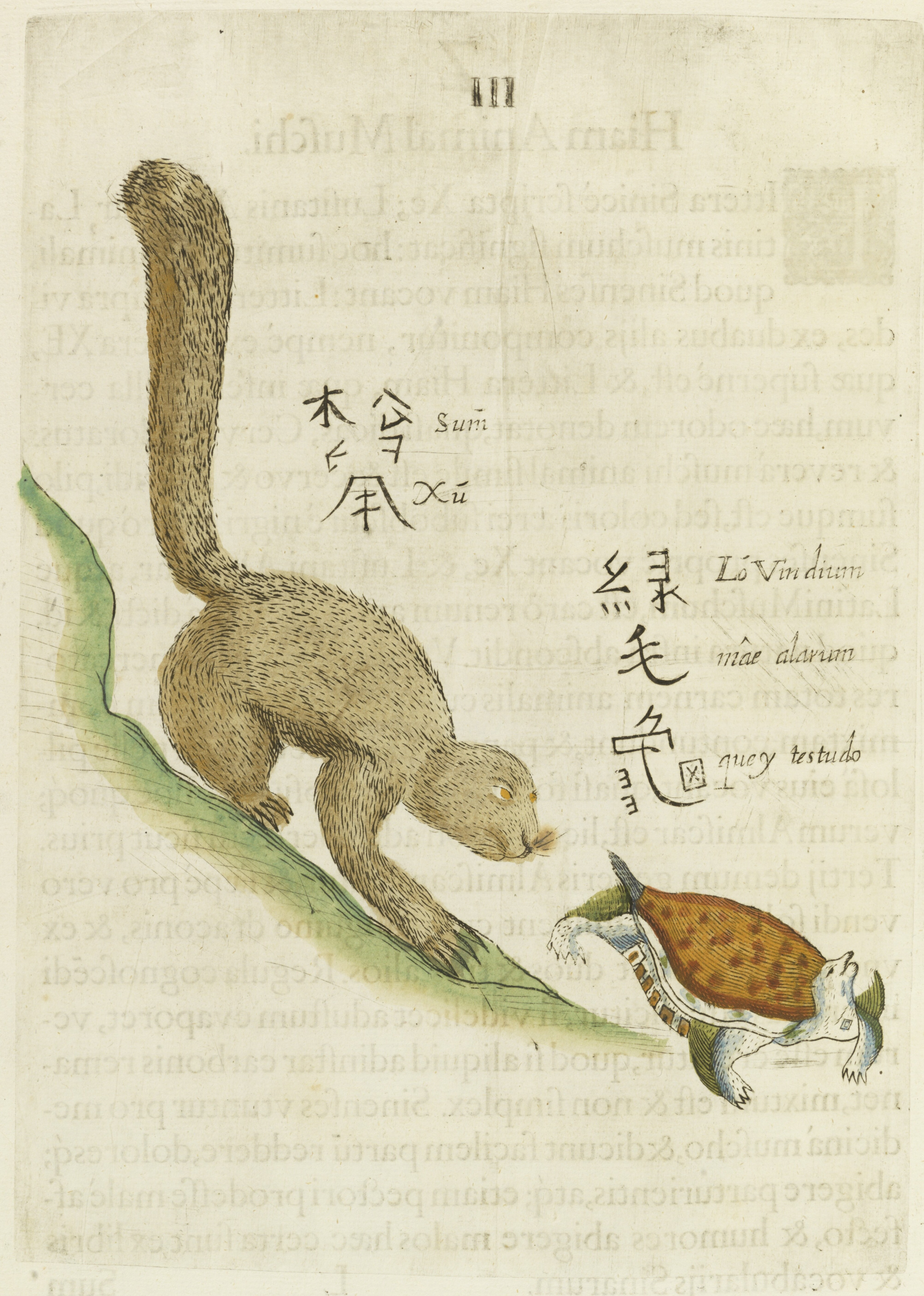
Китайская белка гонится за зелёновласой черепахой. Зарисовка польского иезуита Михала Бойма (XVI в.)

У старых особей панцирь сверху часто обрастает зелёными водорослями, которые красиво колышутся при движении животного. За это местные жители зовут их «зеленоволосыми» черепахами (绿毛龟). Такое украшение на панцире послужило причиной тому, что в Китае и Японии эта черепаха считается символом долголетия.